# Ofo (entreprise)
Pour les articles homonymes, voir Ofo.
Ofo est une entreprise chinoise proposant des vélos en libre-service dans plus de 200 villes à travers le monde,. Ofo a des opérations actives en Chine, aux États-Unis, en France, à Hong Kong, en Italie, au Japon, au Kazakhstan, aux Pays-Bas, en Russie, en République tchèque, au Royaume-Uni et à Singapour.  
En 2018, Ofo réduit ces opérations à quelques villes, fermant ces opérations dans la plupart des pays.   
L'entreprise ferme en 2020 à la suite de dettes trop importantes.   

## Principe

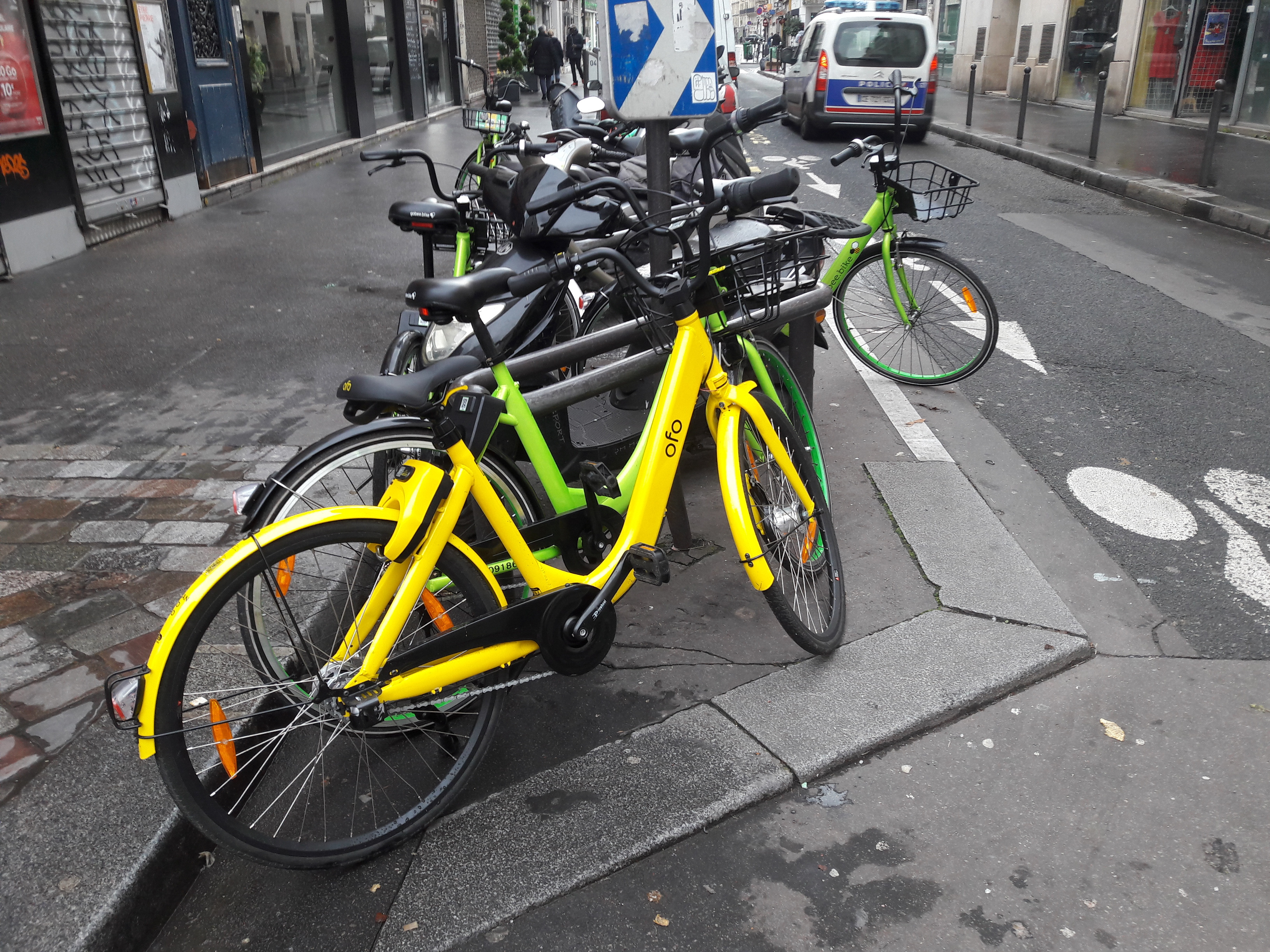

Alors qu'en Chine ofo a opté pour une stratégie consistant à offrir des vélos bon marché pour une clientèle étudiante quand son concurrent Mobike est positionné dans un segment plus haut de gamme, à Paris l'entreprise Ofo utilise des vélos à 3 vitesses, comme le Vélib' à Paris ou le V'Lille à Lille, contre une seule pour son concurrent oBike,,. Par ailleurs, alors qu'en Chine le prix de location des vélos Ofo est plus faible que celui de ses principaux concurrents (un yuan par palier d'une heure au lieu de trente minutes), à Paris c'est l'inverse, les vélos étant proposés à 50 centimes par palier de 20 minutes au lieu de 30 minutes pour ses deux concurrents directs. Les 40 premières minutes sont gratuites à son lancement, pendant le mois de décembre 2017.
Ce service de vélos en libre-service a pour particularité de n'être lié à aucune station de dépôt. Le retrait se fait via l'utilisation de l'application mobile en déverrouillant un cadenas à code à l'arrière du vélo.

## Histoire
Ofo a commencé lorsque des étudiants ont pensé à mutualiser leurs vélos entre étudiants en les mettant à disposition en commun et les peignant en jaune. L'entreprise a été créée en 2014.
Ofo reçoit un financement de 120 millions de dollars en octobre 2016 notamment du géant chinois Didi Chuxing, équivalent de l'entreprise Uber en Chine.
En novembre 2016, la compagnie déploie 200 000 vélos en Chine dont 30 000 à Shanghai. En 2017, l'entreprise a développé ses services à l'extérieur de la Chine, notamment aux États-Unis et à Londres. Elle possède alors plus de 10 millions de vélos, en Australie, Espagne, aux États-Unis, en Italie, au Royaume-Uni et en Thaïlande.

### En France
En décembre 2017, Ofo lance son service à Paris, première implantation en France, et déploie progressivement 2 500 vélos à Paris et les communes avoisinantes de Neuilly-sur-Seine, Boulogne-Billancourt et Levallois-Perret,. Selon des chiffres communiqués par l'entreprise en juillet 2018, ces vélos sont empruntés jusqu'à quatre fois par jour et représentent entre 5 000 et 10 000 trajets journaliers. Ofo déclare que ses comptes pour ses opérations à Paris sont à l'équilibre ; toutefois, la société Ofo France étant une société par actions simplifiée, ses comptes ne sont pas publiés.
En octobre 2018, le service annonce avoir atteint un million de trajets et a mené une expérimentation avec la RATP.
En décembre 2018, Ofo met son service « en pause » à Paris.

### Depuis 2018: Crise et concentration sur des marchés «prioritaires»
En juillet 2018, Ofo annonce son retrait de nombreux pays et la réduction significative de villes desservies dans d'autres pays afin de se concentrer sur des marchés « prioritaires ». Les opérations cessent entièrement en Allemagne (où Ofo était présent avec 3 000 vélos à Berlin depuis seulement trois mois), en Australie, en Autriche, en Espagne (Grenade, Madrid), en Inde (5 000 vélos à Bangalore, New Delhi, Chennai, Ahmedabad, Coimbatore, Indore et Pune), en Israël et en Thaïlande,,,,,. Au Royaume-Uni, l'entreprise quitte Cambridge, Norwich, Oxford et Sheffield et annule son lancement prévu à Leeds pour se concentrer uniquement sur Londres,,. Aux États-Unis (plus de 40 000 vélos dans 30 villes en juin 2018), Ofo annonce le licenciement de 70 % de ses employés et une concentration sur seulement « quelques villes » à déterminer,.

## Design
Le vélo est entièrement jaune avec le logo d'Ofo sur le cadre.